# Positiver Operator
Positiver Operator ist ein Begriff aus der Funktionalanalysis, der auf zwei unterschiedliche Arten verwendet wird. Einerseits kann ein Hilbertraum-Operator bzw. ein Element einer C*-Algebra positiv im Sinne der Spektraltheorie sein. Andererseits nennt man Operatoren zwischen geordneten Vektorräumen positiv, wenn sie die Ordnungsstruktur erhalten.
Beide Begriffe haben eine große Bedeutung in der Mathematik, wie in Beispielen ausgeführt wird.

## Positive Hilbertraum-Operatoren
Sei {\displaystyle H} ein {\displaystyle \mathbb {C} }-Hilbertraum mit Skalarprodukt {\displaystyle \langle \cdot ,\cdot \rangle }.
Für einen linearen stetigen Operator {\displaystyle P:H\rightarrow H} sind folgende Aussagen äquivalent:
- Für alle {\displaystyle x\in H} gilt {\displaystyle \langle Px,x\rangle \geq 0}.
- {\displaystyle P} ist selbstadjungiert und {\displaystyle \langle Px,x\rangle \geq 0} für alle {\displaystyle x\in H}.
- {\displaystyle P} ist selbstadjungiert und das Spektrum von {\displaystyle P} liegt in {\displaystyle {\mathbb {R} }_{0}^{+}}.
- Es gibt einen stetigen linearen Operator {\displaystyle A\colon H\rightarrow H} mit {\displaystyle P=A^{*}A}.
- Es gibt einen selbstadjungierten Operator {\displaystyle A\colon H\rightarrow H} mit {\displaystyle P=A^{2}}.

Ein Operator, der eine und damit alle diese Eigenschaften hat, heißt positiv.
Die Äquivalenz von Punkt 1 und 2 folgt aus der Polarisationsformel für Sesquilinearformen und funktioniert nur für komplexe Hilberträume und nicht für reelle.
Ist der Hilbertraum endlichdimensional, so sind die Operatoren als Matrizen darstellbar.
Die hier gegebene Definition der Positivität deckt sich mit der aus der linearen Algebra bekannten Positivität, das heißt eine Matrix ist positiv, wenn sie diagonalisierbar ist und alle Eigenwerte nicht negativ sind. Positive Matrizen spielen eine wichtige Rolle bei der Bestimmung von Extremwerten im mehrdimensionalen Fall.
In obiger Liste äquivalenter Charakterisierungen nimmt nur die erste Aussage direkten Bezug auf Hilbertraum-Elemente. Die drei anderen Aussage lassen sich direkt auf C*-Algebren übertragen. Die Beziehung zur ersten Charakterisierung bleibt erhalten, da jede C*-Algebra nach dem Satz von Gelfand-Neumark als Unteralgebra der C*-Algebra der Operatoren auf einem Hilbertraum aufgefasst werden kann.
In der kommutativen C*-Algebra {\displaystyle C_{0}(X)} der stetigen Funktionen auf einem lokalkompakten Raum, die im Unendlichen verschwinden, sind die positiven Elemente genau diejenigen Funktionen, deren Bild in {\displaystyle {\mathbb {R} }_{0}^{+}} liegt.
Die positiven Elemente einer C*-Algebra bilden einen Kegel und stellen daher ein wesentliches Strukturelement dar.
Sie spielen eine wichtige Rolle in der Polarzerlegung.
Die C*-Algebra erhält eine Ordnungsstruktur durch die Definition: {\displaystyle A\leq B:\Leftrightarrow B-A} ist positiv.
Das leitet zum nächsten Begriff positiver Operatoren über.

## Positive Operatoren zwischen Ordnungsstrukturen
Vektorräume E mit einer partiellen Ordnung nennt man einen geordneten Vektorraum. Meistens verlangt man noch, dass diese Ordnungsstruktur mit der linearen Vektorraum-Struktur verträglich ist, d. h., dass für {\displaystyle x,y\in E} mit {\displaystyle x,y\geq 0} und {\displaystyle \lambda \in {\mathbb {R} }_{0}^{+}} stets {\displaystyle x+y\geq 0} und {\displaystyle \lambda x\geq 0} gilt.
Beispiele solcher geordneter Vektorräume sind:
- {\displaystyle \mathbb {R} } mit der üblichen Ordnungsstruktur.
- {\displaystyle {\mathbb {R} }^{n}}, wobei {\displaystyle (x_{1},\ldots ,x_{n})\leq (y_{1},\ldots ,y_{n})} genau dann, wenn {\displaystyle x_{i}\leq y_{i}} für alle {\displaystyle 1\leq i\leq n}.
- Lp([0,1]), wobei {\displaystyle f\leq g}, falls {\displaystyle f(x)\leq g(x)} für fast alle {\displaystyle x\in [0,1]}.
- Eine C*-Algebra mit der oben definierten Ordnungsstruktur.

Ein Operator {\displaystyle P:E\rightarrow F} zwischen geordneten Vektorräumen heißt positiv oder monoton, wenn aus {\displaystyle x\geq 0} stets {\displaystyle Px\geq 0} folgt, d. h. wenn {\displaystyle P} die Ordnungsstrukturen erhält.
Ein bekanntes Beispiel ist der Bernstein-Operator {\displaystyle P_{n}} auf {\displaystyle C[0,1]}, der jeder stetigen Funktion ihr {\displaystyle n}-tes Bernsteinpolynom zuordnet. Ist {\displaystyle f\geq 0} (punktweise), so ist auch {\displaystyle P_{n}(f)\geq 0} (punktweise), wie man leicht an der Formel {\displaystyle \textstyle P_{n}(f)(t)=\sum _{i=0}^{n}{\tbinom {n}{i}}\cdot f\left({\tfrac {i}{n}}\right)\cdot t^{i}\,(1-t)^{n-i}} für {\displaystyle t\in [0,1]} abliest. Solche positiven Operatoren spielen in der Approximationstheorie eine wichtige Rolle, zum Beispiel im Satz von Korowkin.
Im folgenden Beispiel kommen beide Positivitätsbegriffe vor.
Eine C*-Algebra {\displaystyle {\mathcal {A}}} ist nach obigem ein geordneter Raum. Die Menge {\displaystyle \mathbb {C} } der komplexen Zahlen ist ebenfalls eine C*-Algebra, der Kegel der positiven Elemente ist {\displaystyle {\mathbb {R} }_{0}^{+}}. Ein stetiges lineares Funktional {\displaystyle f:{\mathcal {A}}\rightarrow {\mathbb {C} }} heißt positiv, wenn es ein positiver Operator zwischen den geordneten Räumen ist. Demnach ist {\displaystyle f} positiv, falls
{\displaystyle f(A^{*}A)\geq 0} für alle {\displaystyle A\in {\mathcal {A}}}. Diese positiven Funktionale spielen eine zentrale Rolle im Satz von Gelfand-Neumark.